# 阿讷比
阿讷比（德語：Ahneby，德語發音：[ˈaːnəbiː] ⓘ）是德国石勒苏益格-荷尔斯泰因州的市镇，属于石勒苏益格-弗伦斯堡县。该市镇总面积为3.8平方千米，截至2023年12月31日总人口为201人。